# The Glory Days Tour
The Glory Days Tour fue la cuarta gira musical del grupo femenino británico Little Mix, realizada para promover su cuarto álbum de estudio, Glory Days (2016). La gira fue anunciada oficialmente antes del lanzamiento del álbum, el 14 de octubre de 2016. Incluyó conciertos en Europa, Oceanía y América del Norte. La gira comenzó el 3 de febrero de 2017 en Phoenix, USA y su última actuación estuvo realizada el 26 de noviembre de 2017 en Londres.
La gira recaudó $ 42,000,000 después de vender 810,810 boletos y se convirtió en la quinta gira más taquillera por un grupo de chicas en la historia. The Glory Days Tour es la 2.ª entrada de Little Mix en la lista de las 10 mejores giras grupales femeninas más taquilleras de todos los tiempos; el primero fue con The Get Weird Tour, clasificado en el número 8.

## Antecedentes
La gira fue anunciada oficialmente el 14 de octubre de 2016 mediante las redes sociales de la banda justo antes del lanzamiento del álbum en promoción, "Glory Days" y un año antes de su inicio en octubre de 2017 en las islas británicas. Asimismo, las fechas de la gira fueron anunciadas tan lejanas al lanzamiento del disco debido a que durante los primeros meses del 2017, la banda estará actuando como teloneras de la cantante estadounidense Ariana Grande durante la etapa norteamericana de su gira Dangerous Woman Tour. Asimismo, fueron anunciadas más fechas a nivel europeo en noviembre, dando lugar a que el inicio de la gira sea en Berlín, visitando algunos países del Viejo Continente antes de ir al Reino Unido. Del mismo modo, a inicios de diciembre fueron anunciadas fechas para Oceanía, extendiendo la gira durante el mes de julio.

## Repertorio
Intro 
1. "Power"
2. "Black Magic"
3. "Private Show"
4. "Move
5. "F.U."

Reggaetón Lento (Interlude)
1. "No More Sad Songs"
2. "Your Love"
3. "Secret Love Song"
4. "Nothing Else Matters"
5. "Wings"

What Am I (Interlude)  
1. "Salute"
2. "Down & Dirty"
3. "DNA"
4. "Freak"
5. "Hair
6. "Touch"
7. "Reggaeton Lento"

Do You Want More (Interlude) 
1. "Shout Out To My Ex"

| Summer Shout Out Tour |
| --- |
| - A continuación se muestra el listado de canciones se interpretaron en las primeras fechas de la gira durante su paso por Europa y Oceanía. 1. "Power" 2. "Black Magic" 3. "Salute" 4. "Down & Dirty" 5. "F.U." 6. "Hair" 7. "Your Love" 8. "Secret Love Song, Pt. II" Acto 2 9. "No More Sad Songs" 10. "You Gotta Not" 11. "Wings" 12. "Touch" Encore 13. "Nobody Like You" 14. "Shout Out to My Ex" |

## Fechas
| América del Norte        |                  |                |                                        |
| 3 de febrero de 2017     | Phoenix          | Estados Unidos | Talking Stick Resort Arena             |
| 4 de febrero de 2017     | Las Vegas        | Estados Unidos | MGM Grand Garden Arena                 |
| 7 de febrero de 2017     | Omaha            | Estados Unidos | CenturyLink Center Omaha               |
| 9 de febrero de 2017     | Tulsa            | Estados Unidos | BOK Center                             |
| 14 de febrero de 2017    | Nashville        | Estados Unidos | Bridgestone Arena                      |
| 17 de febrero de 2017    | Uncasville       | Estados Unidos | Mohegan Sun Arena                      |
| 19 de febrero de 2017    | Manchester       | Estados Unidos | SNHU Arena                             |
| 21 de febrero de 2017    | Búfalo           | Estados Unidos | KeyBank Center                         |
| 22 de febrero de 2017    | Londres          | Reino Unido    | The O2 Arena                           |
| 23 de febrero de 2017    | Nueva York       | Estados Unidos | Madison Square Garden                  |
| 24 de febrero de 2017    | Nueva York       | Estados Unidos | Madison Square Garden                  |
| 26 de febrero de 2017    | Cleveland        | Estados Unidos | Quicken Loans Arena                    |
| 27 de febrero de 2017    | Washington D. C. | Estados Unidos | Verizon Center                         |
| 1 de marzo de 2017       | Filadelfia       | Estados Unidos | Wells Fargo Center                     |
| 3 de marzo de 2017       | Boston           | Estados Unidos | TD Garden                              |
| 5 de marzo de 2017       | Toronto          | Canadá         | Air Canada Centre                      |
| 6 de marzo de 2017       | Montreal         | Canadá         | Centre Bell                            |
| 9 de marzo de 2017       | Columbus         | Estados Unidos | Nationwide Arena                       |
| 11 de marzo de 2017      | Los Ángeles      | Estados Unidos | Galen Center                           |
| 12 de marzo de 2017      | Detroit          | Estados Unidos | The Palace of Auburn Hills             |
| 14 de marzo de 2017      | Chicago          | Estados Unidos | United Center                          |
| 16 de marzo de 2017      | Saint Paul       | Estados Unidos | Xcel Energy Center                     |
| 18 de marzo de 2017      | Kansas City      | Estados Unidos | Sprint Center                          |
| 21 de marzo de 2017      | Salt Lake City   | Estados Unidos | Vivint Smart Home Arena                |
| 23 de marzo de 2017      | Seattle          | Estados Unidos | KeyArena                               |
| 24 de marzo de 2017      | Vancouver        | Canadá         | Rogers Arena                           |
| 26 de marzo de 2017      | Sacramento       | Estados Unidos | Golden 1 Center                        |
| 27 de marzo de 2017      | San José         | Estados Unidos | SAP Center                             |
| 30 de marzo de 2017      | Anaheim          | Estados Unidos | Honda Center                           |
| 31 de marzo de 2017      | Inglewood        | Estados Unidos | The Forum                              |
| 3 de abril de 2017       | Denver           | Estados Unidos | Pepsi Center                           |
| 6 de abril de 2017       | San Antonio      | Estados Unidos | AT&T Center                            |
| 8 de abril de 2017       | Houston          | Estados Unidos | Toyota Center                          |
| 9 de abril de 2017       | Dallas           | Estados Unidos | American Airlines Center               |
| 11 de abril de 2017      | Nueva Orleans    | Estados Unidos | Smoothie King Center                   |
| 12 de abril de 2017      | Atlanta          | Estados Unidos | Philips Arena                          |
| 14 de abril de 2017      | Miami            | Estados Unidos | AmericanAirlines Arena                 |
| 15 de abril de 2017      | Orlando          | Estados Unidos | Amway Center                           |
| Europa                   |                  |                |                                        |
| 21 de mayo de 2017       | Birkenhead       | Reino Unido    | Prenton Park                           |
| 24 de mayo de 2017       | Berlín           | Alemania       | Mercedes Benz Arena                    |
| 25 de mayo de 2017       | Düsseldorf       | Alemania       | Mitsubishi Electric Hall               |
| 27 de mayo de 2017       | Vienna           | Austria        | Gasometer                              |
| 28 de mayo de 2017       | Hull             | Reino Unido    | Burton Constable Hall                  |
| 29 de mayo de 2017       | Zúrich           | Suiza          | Samsung Hall                           |
| 30 de mayo de 2017       | Milán            | Italia         | Mediolanum Forum                       |
| 31 de mayo de 2017       | Munich           | Alemania       | Olympiahalle                           |
| 2 de junio de 2017       | Antwerp          | Bélgica        | Lotto Arena                            |
| 3 de junio de 2017       | Ámsterdam        | Países Bajos   | AFAS Live                              |
| 4 de junio de 2017       | Manchester       | Reino Unido    | Old Trafford Cricket Ground            |
| 5 de junio de 2017       | Copenhague       | Dinamarca      | Valby Hallen                           |
| 6 de junio de 2017       | Estocolmo        | Suecia         | Annexet                                |
| 8 de junio de 2017       | París            | Francia        | Zenith                                 |
| 10 de junio de 2017      | Londres          | Reino Unido    | Wembley Stadium                        |
| 23 de junio de 2017      | Newmarket        | Reino Unido    | Newmarket Racecourse                   |
| 24 de junio de 2017      | Gloucester       | Reino Unido    | Kingsholm Stadium                      |
| 25 de junio de 2017      | Twickenham       | Reino Unido    | Twickenham Stoop                       |
| 29 de junio de 2017      | Dundee           | Reino Unido    | Slessor Gardens                        |
| 30 de junio de 2017      | Edimburgo        | Reino Unido    | Royal Highland Centre                  |
| 1 de julio de 2017       | Derby            | Reino Unido    | Donington Park                         |
| 6 de julio de 2017       | Scarborough      | Reino Unido    | Scarborough Open Air Theatre           |
| 7 de julio de 2017       | Londres          | Reino Unido    | Old Royal Naval College                |
| 8 de julio de 2017       | Colwyn Bay       | Reino Unido    | Eirias Park                            |
| 9 de julio de 2017       | Southampton      | Reino Unido    | Ageas Bowl                             |
| 12 de julio de 2017      | Londres          | Reino Unido    | Trafalgar Square                       |
| 13 de julio de 2017      | Monmouthshire    | Reino Unido    | Caldicot Castle                        |
| 14 de julio de 2017      | Exeter           | Reino Unido    | Powderham Castle                       |
| 15 de julio de 2017      | Durham           | Reino Unido    | County Cricket Club Emirates Riverside |
| 16 de julio de 2017      | Carlisle         | Reino Unido    | Bitts Park                             |
| Oceanía                  |                  |                |                                        |
| 20 de julio de 2017      | Perth            | Australia      | Crown Theatre                          |
| 22 de julio de 2017      | Melbourne        | Australia      | Margaret Court Arena                   |
| 23 de julio de 2017      | Melbourne        | Australia      | Margaret Court Arena                   |
| 26 de julio de 2017      | Adelaida         | Australia      | Adelaide Entertainment Centre          |
| 28 de julio de 2017      | Brisbane         | Australia      | Entertainment Centre Friday            |
| 29 de julio de 2017      | Sídney           | Australia      | Qudos Bank Arena                       |
| 30 de julio de 2017      | Auckland         | Nueva Zelanda  | Vector Arena                           |
| Europa                   |                  |                |                                        |
| 1 de septiembre de 2017  | Ardingly         | Reino Unido    | South of England Show                  |
| 2 de septiembre de 2017  | Liverpool        | Reino Unido    | Otterspool Promenade                   |
| 3 de septiembre de 2017  | Norwich          | Reino Unido    | Earlham Park                           |
| América del Norte        |                  |                |                                        |
| 23 de septiembre de 2017 | Las Vegas        | Estados Unidos | Las Vegas Village                      |
| Europa                   |                  |                |                                        |
| 9 de octubre de 2017     | Aberdeen         | Reino Unido    | GE Oil & Gas Arena                     |
| 10 de octubre de 2017    | Aberdeen         | Reino Unido    | GE Oil & Gas Arena                     |
| 11 de octubre de 2017    | Newcastle        | Reino Unido    | Metro Radio Arena                      |
| 13 de octubre de 2017    | Birmingham       | Reino Unido    | Barclaycard Arena (Birmingham)         |
| 14 de octubre de 2017    | Leeds            | Reino Unido    | First Direct Arena                     |
| 16 de octubre de 2017    | Liverpool        | Reino Unido    | Echo Arena                             |
| 17 de octubre de 2017    | Sheffield        | Reino Unido    | Sheffield Arena                        |
| 19 de octubre de 2017    | Glasgow          | Reino Unido    | The SSE Hydro                          |
| 20 de octubre de 2017    | Mánchester       | Reino Unido    | Manchester Arena                       |
| 26 de octubre de 2017    | Londres          | Reino Unido    | The O2 Arena                           |
| 27 de octubre de 2017    | Sheffield        | Reino Unido    | Sheffield Arena                        |
| 28 de octubre de 2017    | Sheffield        | Reino Unido    | Sheffield Arena                        |
| 30 de octubre de 2017    | Cardiff          | Reino Unido    | Motorpoint Arena Cardiff               |
| 31 de octubre de 2017    | Cardiff          | Reino Unido    | Motorpoint Arena Cardiff               |
| 1 de noviembre de 2017   | Liverpool        | Reino Unido    | Echo Arena                             |
| 3 de noviembre de 2017   | Newcastle        | Reino Unido    | Metro Radio Arena                      |
| 4 de noviembre de 2017   | Newcastle        | Reino Unido    | Metro Radio Arena                      |
| 6 de noviembre de 2017   | Dublín           | Irlanda        | The O2                                 |
| 7 de noviembre de 2017   | Belfast          | Irlanda        | Odyssey Arena                          |
| 8 de noviembre de 2017   | Belfast          | Irlanda        | Odyssey Arena                          |
| 10 de noviembre de 2017  | Glasgow          | Reino Unido    | The SSE Hydro                          |
| 11 de noviembre de 2017  | Glasgow          | Reino Unido    | The SSE Hydro                          |
| 13 de noviembre de 2017  | Leeds            | Reino Unido    | First Direct Arena                     |
| 14 de noviembre de 2017  | Nottingham       | Reino Unido    | Motorpoint Arena Nottingham            |
| 15 de noviembre de 2017  | Nottingham       | Reino Unido    | Motorpoint Arena Nottingham            |
| 17 de noviembre de 2017  | Birmingham       | Reino Unido    | Barclaycard Arena (Birmingham)         |
| 18 de noviembre de 2017  | Birmingham       | Reino Unido    | Barclaycard Arena (Birmingham)         |
| 20 de noviembre de 2017  | Liverpool        | Reino Unido    | Echo Arena                             |
| 21 de noviembre de 2017  | Manchester       | Reino Unido    | Manchester Arena                       |
| 22 de noviembre de 2017  | Manchester       | Reino Unido    | Manchester Arena                       |
| 25 de noviembre de 2017  | Londres          | Reino Unido    | The O2 Arena                           |
| 26 de noviembre de 2017  | Londres          | Reino Unido    | The O2 Arena                           |

## Recaudaciones
| Lugar                                   | Ciudad        | Entradas vendidas/disponibles | Recaudación |
| --------------------------------------- | ------------- | ----------------------------- | ----------- |
| 'Glory Days Tour'                       |               |                               |             |
| Prenton Park                            | Birkenhead    | 14,690 / 14,690 (100%)        | $745,287    |
| Mercedes Benz Arena (Berlin)            | Berlín        | 3,964 / 6,194 (64%)           | $166,371    |
| Olympiahalle                            | Múnich        | 3,596 / 4,764 (79%)           | $163,852    |
| Lotto Arena                             | Antwerp       | 7,321 / 7,348 (99%)           | $292,413    |
| AFAS Live                               | Ámsterdam     | 3,511 / 3,511 (100%)          | $178,067    |
| Annexet                                 | Estocolmo     | 2,348 / 3,000 (78%)           | $166,371    |
| Newmarket Racecourse                    | Newmarket     | 18,732 / 19,610 (96%)         | $897,983    |
| Kingsholm Stadium                       | Gloucester    | 19,810 / 20,050 (99%)         | $634,132    |
| Twickenham Stoop                        | Twickenham    | 16,492 / 20,000 (82%)         | $680,907    |
| Slessor Gardens                         | Dundee        | 11,122 / 11,148 (100%)        | $570,050    |
| Royal Highland Centre                   | Edinburgh     | 15,000 / 15,000 (100%)        | $646,544    |
| Donington Park                          | Derby         | 17,609 / 20,050 (88%)         | $671,608    |
| Scarborough Open Air Theatre            | Scarborough   | 7,314 / 7,384 (99%)           | $332,487    |
| Old Royal Naval College                 | Londres       | 7,245 / 7,245 (100%)          | $303,039    |
| Eirias Stadium                          | Colwyn Bay    | 14,713 / 14,761 (100%)        | $642,256    |
| Ageas Bowl                              | Southampton   | 19,739 / 19,799 (100%)        | $970,077    |
| Caldicot Castle                         | Monmouthshire | 11,750 / 11,750 (100%)        | $588,930    |
| Powderham Castle                        | Exeter        | 14,860 / 14,860 (100%)        | $644,232    |
| County Cricket Club Emirates Riverside  | Durham        | 14,983 / 14,987 (100%)        | $642,954    |
| Bitts Park                              | Carlisle      | 17,000 / 17,000 (100%)        | $734,908    |
| Brisbane Entertainment Centre           | Brisbane      | 7,403 / 7,403 (100%)          | $526,010    |
| Qudos Bank Arena                        | Sídney        | 13,748 / 13,748 (100%)        | $973,512    |
| South of England Showground             | Ardingly      | 14,487 / 19,810 (73%)         | $716,253    |
| Otterspool Promenade                    | Liverpool     | 24,067 / 28,506 (84%)         | $717,220    |
| Earlham Park                            | Norwich       | 18,120 / 19,988 (91%)         | $870,706    |
| GE Oil & Gas Arena                      | Aberdeen      | 9,176 / 9,575 (96%)           | $574,518    |
| Metro Radio Arena- Octubre - noviembre  | Newcastle     | 38,073 / 39,154 (95%)         | $2,211,632  |
| Genting Arena- Octubre - noviembre      | Birmingham    | 52,142 / 53,195 (98%)         | $2,870,881  |
| First Direct Arena- Octubre - noviembre | Leeds         | 34,346 / 34,386 (99%)         | $1,855,769  |
| Echo Arena- Octubre - noviembre         | Liverpool     | 29,351 / 29,351 (100%)        | $1,627,254  |
| Sheffield Arena                         | Sheffield     | 36,118 / 36,528 (96%)         | $1,994,038  |
| SSE Hydro - Octubre - noviembre         | Glasgow       | 45,450 / 45,450 (100%)        | $2,479,618  |
| Manchester Arena - Octubre - noviembre  | Manchester    | 43,579 / 43,579 (100%)        | $2,340,889  |
| The O2 Arena - Octubre - noviembre      | Londres       | 63,702 / 67,099 (95%)         | $3,874,974  |
| Motorpoint Arena                        | Cardiff       | 9,301 / 9,301 (100%)          | $535,059    |
| 3 Arena                                 | Dublín        | 12,459/ 12,459 (100%)         | $697,796    |
| Odyssey Arena                           | Belfast       | 17,168/ 17,168 (100%)         | $993,214    |
| Motorpoint Arena                        | Nottingham    | 15,705/ 15,705 (100%)         | $859,055    |
| Manchester Arena                        | Mánchester    | 29,145 / 29,145 (100%)        | $1,559,390  |
| Total                                   | Total         | Total                         | $37 564 342 |